# ردپای کربنی
ردپای کربنی (به انگلیسی: Carbon footprint) میزان کل گاز گلخانه‌ای منتشر شده توسط یک فعالیت، محصول، شخص، شرکت یا کشور است. ردپای کربنی معمولاً بر حسب میزان انتشار گاز گلخانه‌ای به کیلوگرم یا تن (معادل دی‌اکسید کربن آن) به ازای هر واحد مقایسه گزارش می‌شود. این واحدها در اغلب موارد شامل سال، فرد، کیلوگرم محصول و کیلومتر طی شده است.
ردپای کربنی هر محصول، شامل میزان انتشار گازهای گلخانه‌ای برای کل چرخه عمر آن محصول است. این چرخه، از فرایند تولید در طول زنجیره تأمین تا مصرف نهایی و دفع آن را شامل می‌شود؛ مثلاً رد پای کربنی گوشت گاو و گوشت گوسفند به ترتیب در حدود ۶۰ و ۲۴ کیلوگرم دی‌اکسید کربن به ازای هر کیلوگرم گوشت گزارش شده است. این ارقام، مجموع انتشار گازهای گلخانه‌ای ناشی از کل چرخه تولید و مصرف گوشت را در بر می‌گیرد؛ از تغییر کاربری زمین، اداره مزرعه و خوراک دام تا پردازش، حمل‌ونقل، خرده‌فروشی، بسته‌بندی و تلفات (هدر رفت) آن.
به دلیل میزان بالایِ داده‌های مورد نیاز و اینکه دی‌اکسید کربن در اثر مسایل طبیعی نیز تولید می‌شود، نمی‌توان میزان کل انتشار کربن را به صورت دقیق محاسبه کرد؛ یکی از تعاریف مبنایی به این قرار است: «اندازه‌گیریِ میزان انتشار کل دی‌اکسید کربن و متان در یک جمعیت، سیستم یا فعالیتی معین، با در نظر گرفتن تمامیِ منابع مرتبط و ذخیره‌ها در محدودهٔ مکانی و دمایی جمعیت، سیستم یا فعالیت مورد نظر. محاسبه شده به عنوان معادل دی‌اکسید کربن با استفاده از پتانسیل گرمایش جهانی ۱۰۰-ساله.» که توسط سه پژوهشگر رایت، کمپ و ویلیامز در ۲۰۱۱ منتشر شد.
گازهای گلخانه‌ای می‌توانند از طریقِ حمل و نقل، پاکسازی زمین و تولید و مصرف مواد غذایی، سوخت‌ها، کالای‌های تولید شده، مواد، چوب، جاده‌ها، ساختمان‌ها و خدمات منتشر شوند. به منظور سهولت در گزارش، این گاز اغلب به صورت میزان دی‌اکسید کربن یا معادل دیگر گازهای گلخانه‌ای منتشر شده بیان می‌شود.
بیشترین میزان انتشار کربن برای یک خانوار متوسط آمریکایی بیشتر از منابع غیر مستقیم حاصل می‌شود، برای مثال سوخت سوزانده شده برای تولید کالاهایی که دورتر از مصرف‌کنندهٔ نهایی است. این موارد متمایز از انتشارهای ناشی از سوختن سوخت‌ها در وسیلهٔ نقلیه یک شخص یا اجاق گاز یک خانه است؛ به این موارد، منابع مستقیم انتشار کربن مصرف‌کننده می‌گویند.

## اندازه‌گیری میزان انتشار کربن
انتشار کربن یک فرد، یک ملت یا یک سازمان می‌تواند به وسیلهٔ ارزیابی انتشار گلخانه‌ای یا دیگر فعالیت‌هایی محاسبه‌ای به نام محاسبهٔ کربن اندازه‌گیری شوند. هنگامی‌که اندازهٔ انتشار کربن مشخص شد، استراتژیی برای کاهش آن می‌تواند در نظر گرفته شود، برای مثال به وسیلهٔ پیشرفت‌های تکنولوژی، مدیریت بهتر محصول و فرایندها، جداسازی دی‌اکسید کربن و ذخیره آن، استراتژی‌های مصرف، کاهش کربن و دیگر روش‌ها.
چندین محاسبه‌گر انتشار کربن آنلاین نیز وجود دارد. از جمله این وبگاهها از کاربر می‌خواهند تا پاسخ‌هایی با جزئیات در خصوص رژیم غذایی، گزینه‌های مورد استفاده برای حمل و نقل، اندازهٔ خانه، فعالیت‌های مربوط به خرید و تفریحی، مصرف برق، گرمایش و وسایلی از قبیل خشک‌کن‌ها و یخچال‌ها و غیره را در اختیار آن‌ها بگذارد. این وبگاه‌ها می‌توانند بر اساس پاسخ‌های کاربر میزان انتشار کربن مربوط به کاربر را تخمین بزنند. کاهش انتشار کربن از طریق پیشرفت پروژه‌های جایگزین، از قبیل انرژی بادی یا خورشیدی یا احیای جنگل، یکی از روش‌های کاهش انتشار کربن است و اغلب به نام تعدیل کربن شناخته می‌شود.
مهم‌ترین تأثیرات بر انتشار کربن شامل جمعیت، خروجی اقتصاد و انرژی و شدت کربن اقتصاد است. مهم‌ترین راه برای کاهش انتشار کربن، به لحاظ علمی، پایین آوردن میزان انرژی مورد نیاز برای تولید یا کاهش اتکاء به سوخت‌های منتشرکنندهٔ کربن است.

## میانگین انتشار کربن توسط هر فرد در کشور
میانگین انتشار کربن یک خانوار آمریکایی در حدود ۵۰ تن دی‌اکسید کربن در هر سال است. بزرگ‌ترین منبع انتشار برای هر خانوار معمولی از رانندگی کردن به وجود می‌آید. حمل و نقل (با کاربرد بنزین) به صورت یک واحد کل (رانندگی، پرواز و میزان کمی از حمل و نقل عمومی) بزرگ‌ترین دستهٔ کلی است، که بعد از آن مسائل مربوط به خانه (برق، گاز طبیعی، آب و ساختمان سازی) در جایگاه بعدی و به دنبال آن مواد غذایی (بیشتر گوشت قرمز، لبنیات و مواد دریایی است، اما انتشارهای کمی از دیگر مواد غذایی نیز وجود دارد) سپس محصولات و در آخر هم خدمات. انتشار کربن یک خانوار آمریکایی حدوداً ۵ برابر میانگین جهانی است، که برای هر خانوار در هر سال حدود ۱۰ تن دی‌اکسید کربن است. در بیشتر خانوارهای آمریکایی، کم کردن رانندگی یا تغییر وسیلهٔ نقلیه‌شان به موارد مؤثرتر می‌تواند مهم‌ترین کار در کاهش انتشار کربن باشد.

## انتشار مستقیم کربن

### انتشار کربن از انرژی
جدول‌های زیر، برگرفته از مطالعات انتشارهای چرخهٔ کامل زندگی و از مطالعات مختلف دیگر، میزان تأثیر کربن از شکل‌های مختلف تولید انرژی را مقایسه می‌کند: هسته‌ای، آبی، زغال‌سنگ، گازی، سلول خورشیدی، کود گیاهی و باد.
| الکتریسیته g(CO2-eq)/kW•he | میزان شدت انرژی W•hth/W•he | حرارت g(CO2-eq)/MJth      | منابع سوخت                          |
| -------------------------- | -------------------------- | ------------------------- | ----------------------------------- |
| B:863–941 Br:1,175 ۹۵۵     | B:2.62–2.85 Br:3.46 ۳٫۰۱   | B:91.50–91.72 Br:94.33 ۸۸ | زغال‌سنگ                             |
| ۸۹۳                        | ۳٫۴۰                       | ۷۳                        | نفت                                 |
| cc:577 oc:751 ۵۹۹          | −                          | cc:68.20 oc:68.4          | گازهای طبیعی                        |
| TL0–1 TH91–122             | −                          | ۳~                        | انرژی زمین گرمایی                   |
| WL60 WH65                  | WL0.18 WH0.20              | −                         | انرژی هسته‌ای اورانیم                |
| ۱۵                         | ۰٫۰۴۶                      | −                         | انرژی برق (تولید شده از آب یا بخار) |
| ۴۰±۱۵#                     |                            |                           | انرژی خورشید                        |
| ۱۰۶                        | ۰٫۳۳                       |                           | فتوولتاییک‌ها                        |
| ۲۱                         | ۰٫۰۶۶                      |                           | انرژی باد                           |

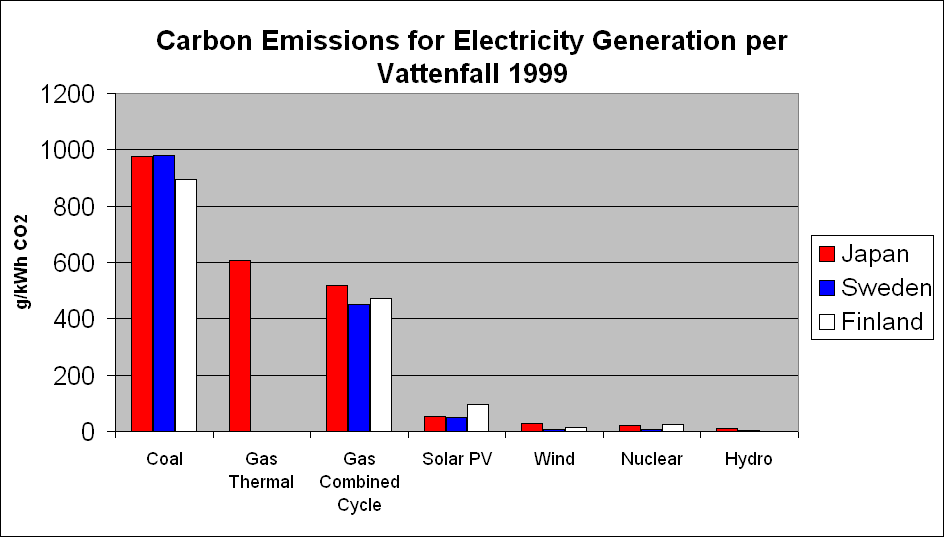
مطالعهٔ Vattenfall نسلی قابل تجدید و هسته‌ای را پیدا کرد که دارای انتشار کربن کمتری نسبت به نسل سوخت‌های فسیلی است

Note: 3.6 MJ = megajoule(s) == 1 kW·h = kilowatt-hour(s), ب 1 g/MJ = 3.6 g/kW·h
نشانه‌های اختصاری: B=زغال سیاه (بالای بحرانی) – (زیر بحرانی جدید)؛Br: زغال قهوه‌ای (زیر بحرانی جدید) ؛cc= چرخه ترکیبی ؛oc = چرخهٔ باز TL= مدار بسته/ دماپایین ۲(چاه زمین گرمایی)؛ TH= مدار باز/دمای بالا ؛WL= رآکتورهای آب سنگین
بنابراین از این مطالعات نتیجه‌گیری شد که انرژی‌های هسته‌ای، باد و آبی حداقل سی او دو را در هر کیلو وات بر ساعت نسبت به هر منبع الکتریستهٔ دیگری تولید می‌کنند. این ارقام انتشارها در نتیجهٔ تصادفات یا تروریسم به حساب نیامده‌اند. انرژی باد و انرژی خورشیدی، هیچ کربنی در عملیات منتشر نمی‌کنند، اما در مرحلهٔ ساخت و ساز و نگهداری در طول عملیات انتشار کربن دارند. انرژی آب مخازن نیز انتشار بالایی در نتیجهٔ از بین بردن اولیه پوشش گیاهی و متان جاری دارد. (جریان پسماند به صورت ناهوازی در پایین مخزن به متان تجزیه شده، تا اینکه به صورت هوازی به سی او دو تبدیل شوند، اگر در یک جریان محدود نشده باقی‌مانده بودند).
جدول بالا انتشار کربن در هر کیلو وات بر ساعت تولید برق را نشان می‌دهد که در حدود نیمی از خروجی دی‌اکسید کربن ساخته شده توسط بشر است. انتشار دی‌اکسید کربن برای گرمایش نیز به همان اندازه اهمیت دارد و تحقیقات نشان می‌دهد که استفاده از گرمای به هدر رفته از تولید انرژی در گرمایش بخش ترکیبی نیرو و گرما، chp/dh دارای کمترین میزان انتشار کربن است، بسیار کمتر از میکرو نیرو یا پمپ‌های گرمایشی است.

### حمل و نقل مسافر

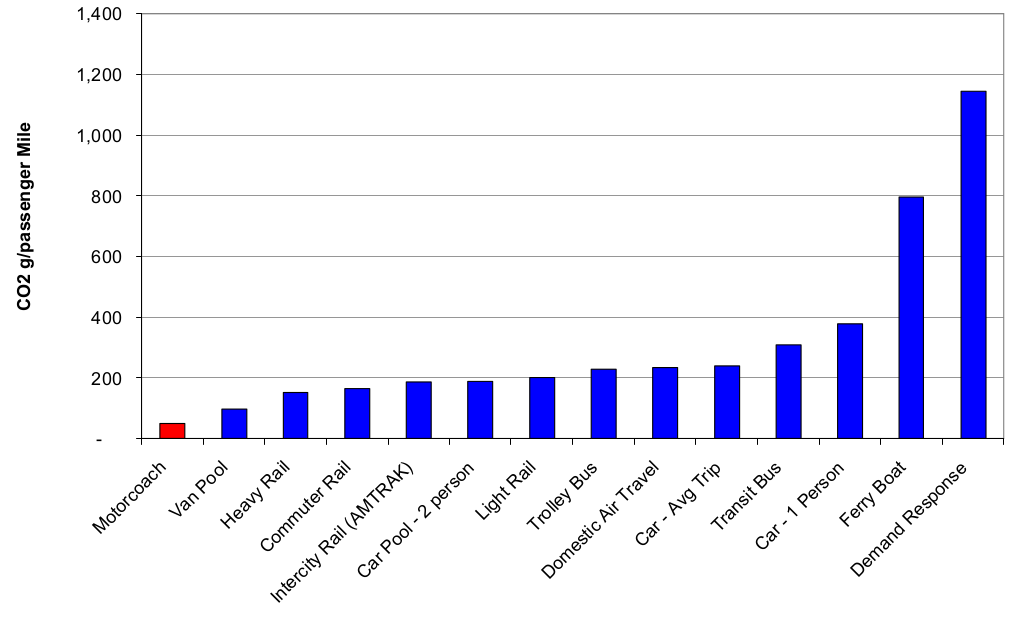
میانگین انتشار کربن (گرم) هر مسافر در هر مایل (آمریکا) بر اساس مقایسهٔ به روز شدهٔ کاربرد انرژی و انتشار در اکسید کربن از طریق حالت‌های مختلف حمل و نقل، اکتبر (http://www.buses.org/files/2008ABAFoundationComparativeFuelCO 2008

این بخش اعداد مربوط به انتشار کربن حاصله از سوختن سوخت‌ها در انواع حمل و نقل را ارائه می‌دهد (به غیر از انتشار کربن حاصل از خود وسیلهٔ نقلیه یا خود زیر ساخت‌های مربوطه). اعداد دقیق بر اساس محدودهٔ وسیعی از فاکتورها تغییر می‌کند.

#### پرواز
برخی از اعداد ارائه شده برای انتشار کربن توسط پژوهش LIPASTO برای میانگین انتشار مستقیم توسط خطوط هوایی به صورت دی‌اکسید کربن و معادل دی‌اکسید کربن برای هر مسافر در هر کیلومتر، فراهم شده است.
1. داخلی، فاصله کوتاه، کمتر از ۴۶۳ کیلومتر: ۲۵۷ گرم/ کیلومتر دی‌اکسید کربن یا ۲۵۹ گرم / کیلومتر معادل دی‌اکسید کربن
2. پروازها با فاصلهٔ طولانی: ۱۱۳ گرم/ کیلومتر دی‌اکسید کربن یا ۱۱۴ گرم/ کیلومتر معادل دی‌اکسید کربن

#### جاده
برخی از اعداد نمایانگر دی‌اکسید کربن معادل هر مسافر در هر کیلومتر در جاده، توسط پژوهشگر فنلاندی LIPASTO برای سال ۲۰۱۱ فراهم شده است.
1. میانگین برای ماشین: ۹۸ گرم/ کیلومتر معادل دی‌اکسید کربن
2. میانگین برای اتوبوس شهری: ۵۸ گرم/ کیلومتر معادل دی‌اکسید کربن
3. میانگین اتوبوس‌های بزرگراهی: ۴۹ گرم/ کیلومتر معادل دی‌اکسید کربن

#### راه‌آهن
در سال ۲۰۰۵، انتشار دی‌اکسید کربن هر مسافر در هر کیلومترِ شرکت آمریکایی AMTRAK برابر با ۰٫۱۱۶ کیلوگرم بود، در حدود دو برابر بیشتر از میانگین راه‌آهن انگلیس و در حدود هشت برابر قطار بین شهری برقی فنلاندی.

#### دریا
میانگین انتشار کربن توسط کشتی‌های مسافر بری برای هر مسافر در هر کیلومتر ۰٫۱۲ کیلوگرم بود، اما کشتی‌های ۱۸ گره‌ای میان فنلاند و سوییس ۰٫۲۲۱ کیلوگرم دی‌اکسید کربن تولید می‌کنند، با انتشار کلی برابر با ۰٫۲۲۳ کیلوگرم معادل دی‌اکسید کربن؛ در حالیکه کشتی‌های ۲۷–۲۴ گره‌ای میان فنلاند و استونی ۰٫۳۹۶ کیلوگرم دی‌اکسید کربن تولید می‌کنند، با انتشار کلی برابر با ۰٫۴ کیلوگرم معادل دی‌اکسید کربن.

## انتشار کربن از محصولات
چندین مؤسسه، پیشنهاد محاسبهٔ انتشار کربن را برای مصارف عمومی و شرکتی ارائه کردند و چندین مؤسسه هم انتشار کربن را برای محصولات محاسبه کردند آژانس حفاظت محیط زیست آمریکا این موارد را بررسی کردند: کاغذ، پلاستیک (پوست‌های شکلات)، شیشه، قوطی، کامپیوترها، فرش‌ها و تایرها. استرالیا الوار و دیگر مواد ساختمانی را مورد بررسی قرار داد. آکادمی‌ها در استرالیا، کره و آمریکا جاده‌های آسفالت شده را بررسی کردند. شرکت‌ها، مراکز غیرانتفاعی و دانشکده‌ها نامه‌های پستی و بسته‌های پستی را بررسی کردند. دانشگاه کارنگی ملون میزان انتشار کربن ۴۶ بخش بزرگ اقتصاد در هر هشت کشور را بررسی کرد. کارنگی ملون، سوئد و Carbon Trust غذاها در خانه و رستوران‌ها را بررسی کردند.
Carbon Trust با سازندگان انگلیسی غذا، پیراهن و مواد شوینده همکاری کرده و برچسب دی‌اکسید کربن را در مارس ۲۰۰۷ معرفی کرد. این برچسب بر طبق استاندارد بریتانیا است. (برای مثال نه یک استاندارد)، PAS 2050، و به صورت فعالی توسط Carbon Trust و شراکای صنعتی مختلفش آزمایش می‌شود. برای مثال اگوست سال ۲۰۱۲، Carbon Trust اعلام کرد که میزان انتشار کربن۲۷ هزار محصول مجوز دار را اندازه‌گیری کرده است.
ارزیابی بستهٔ برخی از محصولات، کلید فهمیدن میزان انتشار کربن است. راه اصلی برای تعیین انتشار کربن، بررسی موادی است که برای ساختن آیتم مورد نظر استفاده شده است. برای مثال، یک قوطی آبمیوه از مقوای (پاکت) اسپتیک ساخته شده است، یک قوطی آبجو از آلومینیوم ساخته شده و برخی بطری‌ها یا از شیشه یا پلاستیک ساخته شده‌اند. هر چقدر اندازهٔ آن‌ها بزرگتر باشد، انتشار کربن نیز بیشتر است.

### غذا
در سال ۲۰۱۴ مطالعه‌ای توسط scarborough و همکاران، رژیم‌های حقیقی افراد انگلیسی، مورد تحقیق قرار گرفت و انتشار گازهای گلخانه‌ای آن‌ها تخمین زده شد. میانگین انتشار گازهای گلخانه‌ای برای هر فرد در هر روز (برابر با میزان دی‌اکسید کربن به کیلوگرم) به این صورت بود:
1. ۷٫۱۹ برای افرادی که گوشت زیادی مصرف می‌کنند.
2. ۵٫۶۳ برای افرادی که میزان متوسطی گوشت مصرف می‌کنند.
3. ۴٫۶۷ برای افرادی که میزان کمی گوشت مصرف می‌کنند.
4. ۳٫۹۱ برای افرادی که از ماهی تغذیه می‌کنند.
5. ۳٫۸۱ برای کسانی که رژیم گیاهخواری دارند.
6. ۲٫۸۹ برای گیاهخواران. (از محصولاتی که منشأ حیوانی هم دارند استفاده نمی‌کنند، برای مثال لبنیات)

### نساجی
میزان دقیق انتشار کربن منسوجات مختلف بر اساس محدودهٔ وسیعی از فاکتورها، متفاوت است. اما مطالعات تولید پارچه در اروپا موارد ارائه شده در ادامه را برای میزان انتشار کربن در هر کیلو پارچه در لحظهٔ خرید توسط مشتری را نشان داده است.
1. نخ: ۷
2. نایلون: ۵٫۴۳
3. PET (برای مثال پشم مصنوعی): ۵٫۵۵
4. پشم: ۵:۴۸

میزان انتشار کربن نگهداری و انرژی مورد نیاز برای شستن و خشک کردن محصولات نساجی، پارچه‌های مصنوعی عموماً کمتر از انتشار کربن موارد طبیعی است.

### مواد
میزان انتشار کربن مواد (همچنین به نام کربن محتوایی شناخته می‌شود) به صورت گسترده‌ای متفاوت است. انتشار کربن بسیاری از مواد متداول در پایگاه داده‌ای Carbon & Energy Inventory یافت می‌شود.

### سیمان
تولیدات سیمان و انتشار کربن ناشی از آببندی خاک، 8.0 Mg person -۱ کل سرانه انتشار کربن بود (ایتالیا، سال ۲۰۰۳)؛ تعادل میان ضرر کربن در نتیجهٔ آببندی خاک و کربن ذخیره شده در زیر ساخت‌های بشر منجر به ضرر خالصی به اتمسفر برابر با 10.6 Mg C ha -1 y -۱ است.

## انرژی هسته‌ای و انتشار کربن
بیشتر انرژی‌های موجود برای کاربرد روزمره از سوخت‌های فسیلی گرفته شدند و همان‌طور که می‌دانید سوخت‌های فسیلی حجم زیادی از انتشار کربن را دارند، که ما را به سمت راه حل سریع بعدی هدایت می‌کند؛ به دست آوردن انرژی از نیروی هسته‌ای و رآکتورها. متداول‌ترین رآکتور هسته‌ای، اورانیوم است که باعث گرم شدن کره زمین تا حد زیادی شده و همچنین مقداری زیادی دی‌اکسید کربن تولید می‌کند که برای کاهش انتشار کربن اصلاً مؤثر نیست؛ اما توریم راه مؤثرتری برای استفاده از نیروی هسته‌ای است. توریم ایمن، پاک تر و گزینهٔ سوختی فراوان تری است. این عنصر به نسبت اورانیوم، هزار برابر کمتر ضایعات در طول زنجیرهٔ تأمین تولید می‌کند. همان‌طور که متوجه هستید توریم حجم بسیار کمتری از انتشار کربن را نسبت به اورانیوم دارد.

## طرح‌هایی برای کاهش انتشار کربن:پروتکل کیوتو، کاهش کربن و گواهی‌ها
انتشار دی‌اکسید کربن به داخل اتمسفر و انتشار دیگر گازهای گلخانه‌ای اغلب با سوخت‌های فسیلی مانند گازهای طبیعی، نفت خام و زغال‌سنگ در ارتباط است.
در پروتکل کیوتو به صورت قانونی اهداف و جدول‌های زمانبندی برای کاهش انتشار گازهای گلخانه‌ای کشورهای صنعتی را تصویب کرده‌اند. بر همین اساس از دیدگاه بازار یا اقتصاد، باید تفاوت میان بازار اجباری و بازار اختیاری تمیز داده شود. نُرم هر دو بازار تجارت با گواهی‌های انتشار است:
1. کاهش انتشار تأیید شده
2. واحد کاهش انتشار
3. کاهش انتشار تأیید شده

### مکانیسم‌های بازار دائمی
برای دستیابی به اهداف تعریف شده در پروتکل کیوتو، با کمترین هزینهٔ اقتصادی، مکانیسم‌های انعطاف‌پذیری به بازار اجباری معرفی شد.
1. توسعه سازوکار هوای پاک
2. اجرای مشترک
3. مبادله انتشار

مقررات مکانیسم‌های اول دوم برای پروژه‌هایی است که ابزارهای کاهش انتشار را تأمین می‌کنند، مکانیسم سوم، مبادلهٔ انتشار امکان فروخته شدن آن ابزارها به بازارهای بین‌المللی را فراهم می‌کند.
- پروژه‌های در تطابق با مقررات مکانیسم اول کاهش انتشار تأییدشده را ایجاد می‌کنند (CER).
- پروژه‌های در تطابق با مقررات مکانیسم دوم واحدهای کاهش انتشار را ایجاد می‌کنند (ERUS).

هر دوی آنها بعداً می‌توانند از طریق مبادلهٔ انتشار فروخته شوند.
- کمبود در تعهدات کاهش انتشار ملی طبق پروتکل کیوتو.
- کمبود نهادهایی که تحت طرح کاهش انتشار فعال هستند.

کشورهایی که در اجرای تعهدات کاهش انتشار کیوتو شکست بخورند، می‌توانند وارد برنامهٔ تبادل انتشار شوند و CERS و ERUS برای جبران کمبودهایشان، خریداری کنند. کشورها و گروه‌ها همچنین می‌توانند طرح‌های کاهش انتشار محلی ایجاد کنند، که اهداف انتشار دی‌اکسید کربن نهادها را در محدودهٔ ملیشان قرار دهند. اگر قوانین یک طرح اجازه دهد، نهادهای متعهد ممکن است با خرید CERS و ERUS از طریق تبادل انتشار، برخی یا تمامی کمبودهای کاهش را پوشش دهند. در حالیکه طرح‌های کاهش انتشار هیچ موقعیتی در خود پروتکل ندارد، نقش مهمی در ایجاد تقاضا برای CERS و ERUS ایفا می‌کنند، تبادل انتشار را برمی‌انگیزد و قیمتی بازاری را برای انتشارها تعیین می‌کند.
یک طرح معروف برای تبادل انتشارهای محلی، EU ETS است و تغییرات جدیدی در طرح‌های مبادله ایجاد شده است. تغییرات جدید، انتشارهای تولید شده توسط سفرهای پروازی از / به اتحادیه اروپا را هدف گرفته است. قرار است کشورهای دیگری چون چین، هند و ایالات متحده در طرح‌های مبادلهٔ انتشار شرکت کنند.

### مکانیسم‌های بازار موقت
در مقایسه با قوانین سفت و سخت تعیین شده برای بازار دائمی، بازار موقت، شرکت‌هایی با گزینه‌های مختلف برای دستیابی به کاهش‌های انتشار فراهم می‌آورند. راه حل، قابل مقایسه با آن‌هایی که برای بازار دائمی ایجاد شده است، (Verified Emission Reduction (VER می‌باشد. این مقیاس دارای مزیتی است که پروژه هاو فعالیت‌ها، بر اساس استاندارد کیفیتی تعیین شده برای پروژه‌های CDM/JI اداره می‌کنند، اما مجوزهای (گواهی‌های) ارائه شده توسط دولت‌های کشورهای میزبان یا هیئت اجرایی UNO ثبت نشده است. برای مثال، VERهای با کیفیت می‌توانند با هزینهٔ کمتر برای کیفیت پروژهٔ یکسانی به دست آید. اما در حال حاضر، VERها نمی‌توانند در بازار دائمی مورد استفاده قرار گیرند.
بازار Voluntary شمال آمریکا میان اعضای Chicago Climate Exchange و بازار(Over The Counter (OTC تقسیم شده است. Chicago Climate Exchange، موقتی می‌باشد اما در عین حال از لحاظ قانونی طرح انتشار cap and trade می‌باشد که در آن اعضا به کاهش‌های انتشار capped متعهد هستند و باید از دیگر اعضا سهمیه‌ها یا جبران انتشار اضافی را خریداری کنند. (cap به معنای محدودهٔ مجاز یا قانونی در خصوص مقدار نوع خاصی از مواد شیمیایی است که یک اقتصاد می‌تواند هر ساله منتشر کند). بازار OTC دارای طرح الزام‌آور قانونی نمی‌باشد و مجموعهٔ وسیعی از خریداران از بخش‌های عمومی و خصوصی می‌باشند به همراه مواردی خاص که می‌خواهند از لحاظ انتشار کربن، خنثی باشند). خنثی بودن از لحاظ کربن به معنای دستیابی به انتشار کربن صفر به وسیلهٔ تعادلی میان میزان کربن اندازه‌گیری شده آزاده شده با میزان معادل جدا شده یا جبران شده یا خریدن میزان کافی اعتبار کربن برای جبران تفاوت موجوداست.
پیمان کاران، عمده فروشان، دلال‌ها و خرده فروشانی به همراه تأمین کنندگان کربن در بازارهای موقت حضور دارند. برخی از تجارت‌ها و مراکز آزاد در بازارهای موقت دارای بیشتر از یکی از این فعالیت‌های گفته شده در بالا هستند. گزارشی توسط Ecosystem Marketplace نشان می‌دهد که قیمت‌های جبران کربن در امتداد زنجیرهٔ تأمین افزایش می‌یابد- از پیمان کاران تا خرده فروشان.
در حالیکه برخی طرح‌های کاهش انتشار دائمی شامل پروژه‌های جنگل نمی‌شوند، این پروژه‌ها در بازارهای موقت توسعه پیدا می‌کنند. انتقادی مهم در خصوص طبیعت مبهم، روش کمیتی جداسازی گازهای گلخانه‌ای برای پروژه‌های جنگل‌داری می‌باشد. اما دیگر موارد، مزیت‌های موجود که پروژه‌های جنگل‌داری ایجاد می‌کنند را مورد توجه قرار می‌دهند. انواع پروژه‌ها در بازارهای موقت شامل اجتناب از جنگل زدایی، جنگل کاری، احیای جنگل، جداسازی گازهای صنعتی، افزایش بازده انرژی، تغییر دادن سوخت، جداسازی متان از دام‌ها و گیاهان و حتی انرژی‌های قابل تجدید می‌باشد. گواهی‌های انرژی قابل تجدید (RECs) که در بازار voluntary فروخته می‌شوند نیز در نتیجهٔ نگرانی‌های ذینفعان، بحث‌انگیز می‌باشد. انتقادهایی بر پروژه‌های گازی صنعتی وارده شده به دلیل اینکه چنین پروژه‌هایی تنها برای کارخانه‌های صنعتی بزرگ که هزینه‌های ثابت بالایی دارند، اعمال می‌شود. انحراف گازهای صنعتی برای جداسازی همانند برداشت میوه‌های پایین در نظر گرفته می‌شود و به همین دلیل است که اعتبارها تولیده شده از پروژه‌های گاز صنعتی ارزانترین مورد در بازارهای موقت می‌باشد.
اندازه‌گیری اندازه و فعالیت بازار کربن موقت مشکل می‌باشد. جامع‌ترین گزارش در خصوص بازارهای کربن‌های موقت تا به امروز توسط Ecosystem Marketplace و New carbon Finance در ماه ژوئیه ۲۰۰۷ منتشر شد.
EON ژاپن اولین موردی بود که موفق شد موافقت مسئولان ژاپنی را برای نشان دادن انتشار کربنِ سه برند خصوصی کالا در اکتبر سال ۲۰۰۹ را به دست آورد.

## راه‌های کاهش انتشار کربن
متداولترین راه برای کاهش انتشار کرین توسط بشر، کاهش، دوباره استفاده کردن، بازیافت، رد کردن می‌باشد. در تولیدات صنعتی این کار می‌تواند به وسیلهٔ بازیافت مواد بسته‌بندی، فروش موجودی‌های قدیمی یک صنعت به صنایعی که به دنبال مواد استفاده نشده با قیمتی پایین‌تر برای رقابت کردن با دیگر صنایع هستند. هیچ چیزی نباید دور انداخته شود، تمامی مواد آهنی ای که مستعد تجزیه و زنگ زدن در طول زمان هستند، باید به قیمت پایین‌تر و تا آنجا که امکان دارد سریعتر فروخته شوند.
همچنین می‌توان از آیتم‌های چند بار مصرف مانند فلاسک‌ها برای قهوه روزانه یا ظرف‌های پلاستیکی برای آب و دیگر نوشیدنی‌هاهای سرد به جای ظروف یکبار مصرف استفاده کرد. اگر گزینه‌های بالا در دسترس نبود، بهترین گزینه این است که بعد از استفاده از آیتم‌های یکبار مصرف آن‌ها را بازیافت کنیم. هنگامی که یک خانوار حداقل نیمی از ضایعات خود را بازیافت کند، آن‌ها می‌توانند به‌طور سالانه ۱٫۲ تن دی‌اکسید کربن را ذخیره کنند.
گزینه دیگر کمتر رانندگی کردن است. با دوچرخه سواری کردن یا راه رفتن، نه تنها از لحاظ مالی به نفع یک فرد است بلکه با کمتر سوزاندن سوخت‌ها، انتشار کربن کمتر را در پی خواهد داشت. اگر راه رفتن امکان‌پذیر نبود، می‌توانیم به صورت مشترک از یک اتومبیل یا از وسایل نقلیه عمومی استفاده کنیم.
گزینهٔ دیگر برای کاهش انتشار کربن توسط بشر، استفادهٔ کمتر از کولر یا سیستم‌های گرمایشی است. با عایق کردن دیوارها و زیر شیروانی یک خانه، یا درزگیری کردن اطراف درها و پنجره‌ها، می‌توان تا ۲۵ درصد هزینه‌های گرمایش یک خانه را کمتر کرد. همچنین ساکنان یک خانه می‌توانند لباس‌های گرم مناسبتری بپوشند تا انرژی کمتری برای گرم کردن خانه مصرف شود. برای مثال، استفاده از پارچه‌های عایق و سبک مانند Microfleece (aka Polartec Capilene) می‌تواند گرمای بدن را تا حد ممکن به صورت لباس یک دست کامل حفظ کند، و اجازه می‌دهد شخص با دمای ۵ درجه ترموستات نیز گرم بماند. این اقدامات مؤثر هستند، زیرا میزان انرژی مورد نیاز برای گرم کردن و سرد کردن خانه را کاهش می‌دهند. هنگام خواب شبانه و زمان‌هایی که در منزل نیستیم، می‌توان درجه وسیلهٔ گرمایی خانه را پایین آورد و در کل درجه را در حد متوسط قرار دهیم. تنظیم ترموستات تنها ۲ درجه پایین‌تر در زمستان و بالاتر در تابستان می‌تواند در حدود ۱ تن دی‌اکسید کربن هر سال را ذخیره کند.
انتخاب رژیم تأثیر مهمی بر انتشار کربن توسط هر فرد دارد. منابع حیوانی پروتئین (به خصوص گوشت قرمز)، برنج (به خصوص آن‌هایی که در شالیزارهایی با میزان انتشار بالای متان تولید می‌شوند)، غذاهایی که با مسافت‌های دور منتقل می‌شوند یا با استفاده از سیستم حمل و نقل دارای سیستم سوخت ناکارآمد (برای مثال، کالای شدیداً فاسد شدنی که در طول یک مسیر طولانی به صورت هوایی فرستاده شود) و مواد غذایی ای که فرآوری شده و بسته‌بندی شده، در میان موارد اصلی در رژیم با کربن بالا می‌باشد. دانشمندان دانشگاه Chicago این‌طور تخمین زده‌اند که «متوسط رژیم یک آمریکایی- که ۲۸٪ کالری‌هایش را از غذاهای حیوانی به دست می‌آورد- مسئول تقریباً یک و نیم تن گازهای گلخانه‌ای می‌باشد – معادل میزان دی‌اکسید کربن معادل یک رژیم کامل گیاهی هر شخص در یک سال است». محاسبات آن‌ها مبنی بر این است که حتی جایگزین کردن یک سوم پروتئین حیوانی در متوسط رژیم یک آمریکایی با پروتئین گیاهی (برای مثال دانه‌های گیاهی یا غلات) می‌تواند رژیم انتشار کربن را تا نصف تن کاهش دهد. تعویض دو سوم پروتئین گیاهی با پروتئین گیاهی مانند تعویض تویوتای کمری با تویوتای Pirus می‌باشد. در نهایت، دور ریختن مواد غذایی نه تنها انتشار کربن مربوطه را به یک شخص یا خانوار اضافه می‌کند، بلکه انتشار ناشی از حمل و نقل ضایعات غذایی را به محل دفن زباله و انتشار ناشی از تجزیهٔ مواد غذایی را اضافه کرده و بیشتر به شکل گاز گلخانه‌ای قدرتمند متان است.
جنبش اثر انگشت کربن بر اشکال فردی تعدیل کربن تأکید می‌کند، مانند استفاده بیشتر از سیستم حمل و نقل عمومی یا کاشت درخت در مناطق جنگل زدایی شده برای کاهش انتشار کربن فردی.
علاوه بر این، انتشار کربن در صنایع غذایی را می‌توان با بهینه‌سازی زنجیرهٔ تأمین، کاهش دهند. مطالعهٔ انتشار کربن چرخه زندگی یا زنجیرهٔ تأمین می‌تواند داده‌های مفیدی را فراهم آورد، این داده‌ها به یک تجارت در شناسایی مناطق بحرانی برای پیشرفت کمک می‌کند. چنین مطالعاتی تعهد یک شرکت در کاهش انتشار کربن را نشان می‌دهد و همچنین شرکت را برای تنظیمات لازمه آماده می‌کند. علاوه بر مزیت تجاری افزایش یافته و تمایز، کارایی زیست‌محیطی همچنین به کاهش قیمت‌ها در جایی که سیستم‌های انرژی جایگزین اجرا می‌شود، کمک کند.